# Ørsted (satellite)
Pour les articles homonymes, voir Oersted.
Ørsted est le premier satellite artificiel scientifique danois. Sa mission consiste en la mesure du champ magnétique terrestre et de ses variations. Il a été baptisé d'après le physicien danois du même nom, Hans Christian Ørsted.
Après plus de dix ans en orbite, le satellite Ørsted est encore opérationnel, et continue d'envoyer des mesures précises du champ magnétique de la Terre. Ørsted a été construit par une équipe de sociétés spatiales danoises, dont CRI (en) a été maître d'œuvre. CRI a été acquis par Terma A/S avant que Ørsted soit lancé, et les opérations quotidiennes sont en cours d'exécution comme un travail d'équipe entre Terma A/S et l'Institut météorologique danois. 
En 2010, Ørsted est passé à moins de 500 mètres de débris de la Collision entre les satellites Iridium-33 et Kosmos-2251, survenue en 2009, mais n'a subi aucun dommage.
L'ancien administrateur de la NASA, Daniel Goldin possèderait, selon certaines rumeurs, un modèle du satellite Ørsted exposé dans son bureau, parce que, à ses yeux, il illustre sa philosophie « plus rapide, mieux, moins cher » (faster, better, cheaper).
Ørsted a été le premier d'une série programmée de microsatellites lancés dans le cadre du programme danois Danish Small Satellite Programme, maintenant arrêté. 

## Objectifs de la mission
L'objectif scientifique principal de l'engin spatial était de cartographier le champ magnétique terrestre et de recueillir des données afin de déterminer les changements qui surviennent dans le domaine.
Sur la base de données du satellite Ørsted, des chercheurs de l'Institut danois de recherche spatiale (en) ont conclu que les pôles magnétiques de la Terre sont en mouvement, et que la rapidité avec laquelle ils se déplacent a augmenté pour les quelques dernières années. Cette accélération apparente indique, que les pôles pourraient être en train de s'inverser, ce qui pourrait avoir de graves conséquences pour la vie biologique sur terre.
Les résultats ont été publiés dans plusieurs revues scientifiques prestigieuses, et honoré les pages de couverture de Geophysical Research Letters, de Nature et d'Eos.

## Instruments
Les principaux instruments scientifiques du satellite Ørsted sont:
- Un magnétomètre Overhauser prévoit des mesures extrêmement précises de la force du champ magnétique. Le magnétomètre Overhauser est situé à l'extrémité d'une perche de 8 mètres de long, afin de minimiser les perturbations dues aux systèmes électriques du satellite.
- Un magnétomètre vectoriel fluxgate CSC, utilisé pour mesurer la force et la direction du champ magnétique. Le magnétomètre CSC se trouve un peu plus près du corps du satellite, dans la soi-disant "gondola", avec le
- Un imageur Star, utilisée pour déterminer l'orientation à la fois du satellite et du magnétomètre CSC.

Les trois autres instruments se trouvent dans le corps principal du satellite:
- Un détecteur de particules chargées, utilisé pour mesurer le flux des rapides électrons, protons et particules alpha autour du satellite.
- Un Récepteur GPS Turbo-Rogue, qui sert à déterminer avec précision la position du satellite; peut aussi être utilisé pour surveiller la pression atmosphérique, la température et l'humidité profil sur le chemin entre Ørsted et les satellites GPS par occultation dans l'atmosphère.
- Un récepteur GPS Trimble TANS, également utilisé pour déterminer la position du satellite.